# أهارون ياريف
أهارون ياريف ( (بالعبرية: אהרן רבינוביץ' יריב‏) (Aharon Yariv) (20 ديسمبر 1920- 7 مايو 1994) قائد عسكري وسياسي إسرائيلي، وُلد في موسكو في جمهورية روسيا الاتحادية الاشتراكية السوفيتية، وهاجر إلى فلسطين الانتدابية، وخدم ياريف في الجيش الإسرائيلي كضابط ميداني، وانضم إلى حزب معراخ السياسي بعد تركه الجيش، واُنتخب للكنيست وتقلد عدد من المناصب الوزارية،

## نشأته
وُلد أهارون ("أهارالي") رابينوفيتش (لاحقًا ياريف) في موسكو في جمهورية روسيا الاتحادية الاشتراكية السوفيتية، وهاجر إلى فلسطين الانتدابية وهو في الخامسة عشرة من عمره ودرس في مدرسة برديس حنا الثانوية الزراعية. بدأ خدمته العسكرية في الهاجاناه عام 1938، ثم خدم لاحقًا كضابط في الجيش البريطاني خلال الحرب العالمية الثانية.

## العمل العسكري والسياسي
خدم ياريف في الجيش الإسرائيلي كضابط ميداني، ومن بين مهامه قيادة لواء جولاني. شغل في وقت لاحق منصب الملحق العسكري الإسرائيلي في واشنطن، وكان عضوا في الفريق التأسيسي وأول قائد لكلية القيادة والأركان في الجيش الإسرائيلي بين عامي 1953 و1956. شغل ياريف منصب رئيس المخابرات العسكرية للجيش الإسرائيلي أمان من عام 1964 إلى عام 1972. بعد عملية ميونيخ عام 1972، أصبح مستشار رئيسة الوزراء جولدا مئير لمكافحة الإرهاب وأدار عملية غضب الله. تم تعيينه مساعدًا خاصًا لرئيس أركان الجيش الإسرائيلي خلال حرب أكتوبر عام 1973، وفي نهاية الحرب قاد الوفد العسكري الإسرائيلي في محادثات وقف إطلاق النار في الكيلومتر 101 مع الفريق محمد عبد الغني الجمسي التي سعت إلى تحقيق معاهدة فض الاشتباك العسكري.
انضم ياريف إلى حزب معراخ السياسي بعد تركه الجيش، واُنتخب للكنيست في انتخابات عام 1973، وعُين وزيراً للمواصلات، ثم وزيرا للإعلام، واستقال من المنصب الأخير في عام 1975، ثم من الكنيست قبل انتخابات عام 1977 بوقت قصير. خلص ياريف في في مارس 1979 إلى أن منظمة التحرير الفلسطينية قد فشلت في تعطيل الحياة الطبيعية أو وقف الهجرة أو ردع السياحة.
أسس مركز الدراسات الإستراتيجية في جامعة تل أبيب عام 1977 (أعيدت تسميته لاحقًا بمركز جافي للدراسات الإستراتيجية والآن معهد دراسات الأمن القومي)، وهو مركز أبحاث رائد في مجال الأمن القومي في إسرائيل، وترأس المعهد حتى وفاته عام 1994.

## وفاته
توفي عام 1994 وألقى إسحق رابين رئيس الوزراء وقت وفاته تأبينه في جنازته. لعب دور ياريف عاموس لافي في فيلم ميونخ عام 2005 لستيفن سبيلبرغ.

## وصلات خارجية
- أهارون ياريف على الموقع الإلكتروني للكنيست
- تأبين مركز جافي للدراسات الاستراتيجية